# Kylie Hits
Hits je kompilacija z največjimi uspešnicami avstralske pop pevke Kylie Minogue. 16. marca 2011 je kompilacija izšla le na Japonskem, 2. junija tistega leta še v Hong Kongu in 28. junija še na Filipinih, vsepovsod preko založbe EMI. Kompilacijo sestavljajo pesmi z albumov Light Years (2000), Fever (2001), Body Language (2003), Ultimate Kylie (2004), Showgirl Homecoming Live (2007), X (2007) in Aphrodite (2010), poleg tega pa še remiks pesmi »Get Outta My Way« japonskega elektro glasbenika Yasutake Nakate iz glasbene skupine Capsule. Kasneje so izdali tudi posebno izdajo kompilacije z dodatnim DVD-jem z videospotoma pesmi »Spinning Around« in »Get Outta My Way«.

## Seznam pesmi
| CD              | CD                                                                                 | CD      |
| Št.             | Naslov                                                                             | Dolžina |
| --------------- | ---------------------------------------------------------------------------------- | ------- |
| 1.              | „Can't Get You Out of My Head‟                                                     | 3:49    |
| 2.              | „All the Lovers‟                                                                   | 3:19    |
| 3.              | „Wow‟                                                                              | 3:12    |
| 4.              | „Spinning Around‟                                                                  | 3:26    |
| 5.              | „On a Night Like This‟                                                             | 3:31    |
| 6.              | „In Your Eyes‟                                                                     | 3:17    |
| 7.              | „Love at First Sight‟                                                              | 3:57    |
| 8.              | „Slow‟                                                                             | 3:13    |
| 9.              | „I Believe in You‟                                                                 | 3:19    |
| 10.             | „2 Hearts‟                                                                         | 2:51    |
| 11.             | „Get Outta My Way‟                                                                 | 3:38    |
| 12.             | „The Loco-Motion‟ (verzija v živo, izdana na albumu Showgirl Homecoming Live)      | 4:45    |
| 13.             | „I Should Be So Lucky‟ (verzija v živo, izdana na albumu Showgirl Homecoming Live) | 3:23    |
| 14.             | „Get Outta My Way‟ (remiks Yasutake Nakate – Bonus Track)                          | 5:28    |
| Skupna dolžina: | Skupna dolžina:                                                                    | 51:08   |

| Dodatni DVD | Dodatni DVD                    | Dodatni DVD |
| Št.         | Naslov                         | Dolžina     |
| ----------- | ------------------------------ | ----------- |
| 1.          | „All the Lovers‟               |             |
| 2.          | „Get Outta My Way‟             |             |
| 3.          | „2 Hearts‟                     |             |
| 4.          | „Wow‟                          |             |
| 5.          | „In My Arms‟                   |             |
| 6.          | „The One‟                      |             |
| 7.          | „All I See‟                    |             |
| 8.          | „I Believe in You‟             |             |
| 9.          | „Giving You Up‟                |             |
| 10.         | „Slow‟                         |             |
| 11.         | „Chocolate‟                    |             |
| 12.         | „Can't Get You Out of My Head‟ |             |
| 13.         | „Spinning Around‟              |             |

## Dosežki
| Lestvica (2011)   | Dosežek |
| ----------------- | ------- |
| Japonska (Oricon) | 62      |

## Zgodovina izidov
| Država   | Datum          | Založba             | Format     |
| -------- | -------------- | ------------------- | ---------- |
| Japonska | 16. marec 2011 | EMI Music Japan     | CD, CD+DVD |
| Hongkong | 2. junij 2011  | EMI Music Hong Kong | CD+DVD     |
| Filipini | 28. junij 2011 | PolyEast Records    | CD+DVD     |